# Ovadia ben Abraham
Ovadia ben Abraham de Bertinoro (hébreu : עובדיה בן אברהם מברטנורא Ovadia ben Abraham miBartenoura), dit le Bartenoura (1445-vers 1500), est un rabbin italien de la seconde partie du XVe siècle.
Mort à Jérusalem vers 1500, il est l’auteur d’un commentaire de la Mishna devenu un classique du genre et occupant dans les éditions imprimées la même place que les commentaires de Rachi sur la Torah ou le Talmud.

## Éléments biographiques
Né à Bertinoro, Ovadia vit pendant plusieurs années à San Ginesio, une petite ville dans le district de Macerata, province des Marches, à une soixantaine de kilomètres au sud - ouest de sa capitale Ancône.
Élève de Joseph Colon Trabotto (lui-même originaire de Chambéry), il est nommé très jeune rabbin de Bertinoro, une ville aujourd'hui située dans la région d'Émilie-Romagne, puis à Città di Castello en Ombrie. Son nom est mentionné dans un document papal officiel du 12 février 1485, à la tête des banquiers autorisés à accorder des prêts à intérêt pour les résidents chrétiens de la ville, où figure entre autres l'exemption pour tous les banquiers juifs de négocier aux jours fériés juifs.
Désireux de connaître la terre d'Israël, probablement après la mort de son épouse, il s'embarque le 29 octobre 1486 et y parvient le 25 mars 1488. Son voyage durera environ un an et demi, période durant laquelle il visitera entre autres les communautés juives de Rome et Naples en Italie, de Palerme en Sicile, d'Alexandrie et du Caire en Egypte et de la bande de Gaza, d'Hébron et de Bethléem en Palestine.

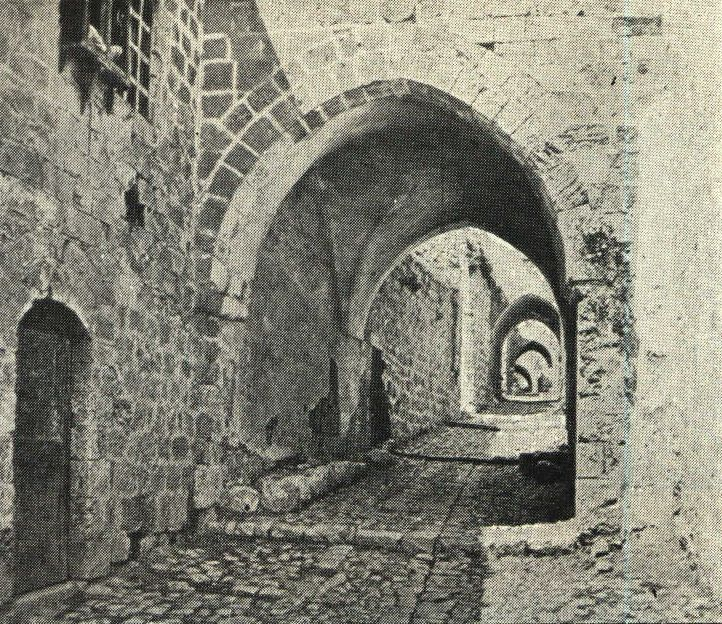
Rue de Jérusalem

Son arrivée sur la terre d'Israël marque une nouvelle étape pour la communauté juive de Palestine qui était sous la coupe d'officiels malhonnêtes qui tyrannisaient tous ses membres, riches ou pauvres. Les pauvres étaient taxés impitoyablement par le gouvernement musulman et les riches étaient traités de même et quittaient Jérusalem à cause des demandes exorbitantes qu'ils subissaient, ce qui menait la communauté juive à la ruine.
La forte personnalité de Bertinoro, son éloquence et sa réputation de sage le font rapidement accepter comme chef spirituel de la communauté. Son premier souci est de relever le niveau intellectuel de la communauté et, pour cela, il amène la jeunesse à étudier le Talmud et la tradition rabbinique. N'ayant jamais appris l'arabe qui était pourtant la langue de la communauté, il donne ses sermons, le Chabbat en hébreu. Ses liens avec l'Italie lui permettent d'en recevoir des dons pour les pauvres, ce qui, bien sûr, contribue à renforcer son influence. Il réussit à obtenir l'abolition d'une taxe annuelle de 400 ducats qui était à la source de nombre d'injustices. Elle est remplacée par un simple impôt personnel payable directement au gouvernement.
Avec l'expulsion des Juifs d'Espagne en 1492, de nombreux Juifs s'établissent à Jérusalem et Bertinoro en devient aussi leur chef spirituel. Ces Juifs espagnols au niveau culturel bien plus élevé que la communauté locale, proposent un site pour l'édification d'une yechiva, la première école juive de la terre d'Israël depuis la disparition des académies talmudiques, un millénaire auparavant. Sollicitées par Bertinoro, les communautés juives d'Égypte et de Turquie contribuent considérablement à l'entretien de cette yechiva.
La décennie durant laquelle Bertinoro est à la tête de la communauté juive de Jérusalem voit une amélioration considérable de sa situation. Si, peu de temps après son arrivée il est obligé de creuser lui-même une tombe parce que la communauté n'avait personne chargé de ce travail, dix ans plus tard, des hôpitaux, des fonds de secours et autres institutions charitables fonctionnent et sont bien administrés. Sa réputation se répand dans tout l'Orient et il est reconnu comme une haute autorité rabbinique. Même la population musulmane l'appelle à juger des cas difficiles. Sa conscience scrupuleuse et sa profondeur morale sont particulièrement admirées. Par exemple, il critique sévèrement les rabbins qui demandent une rétribution pour les mariages et les divorces, une coutume alors répandue en Allemagne. Il n'hésite pas à les qualifier de voleurs car il pense que leur devoir est de célébrer gratuitement les cérémonies religieuses.

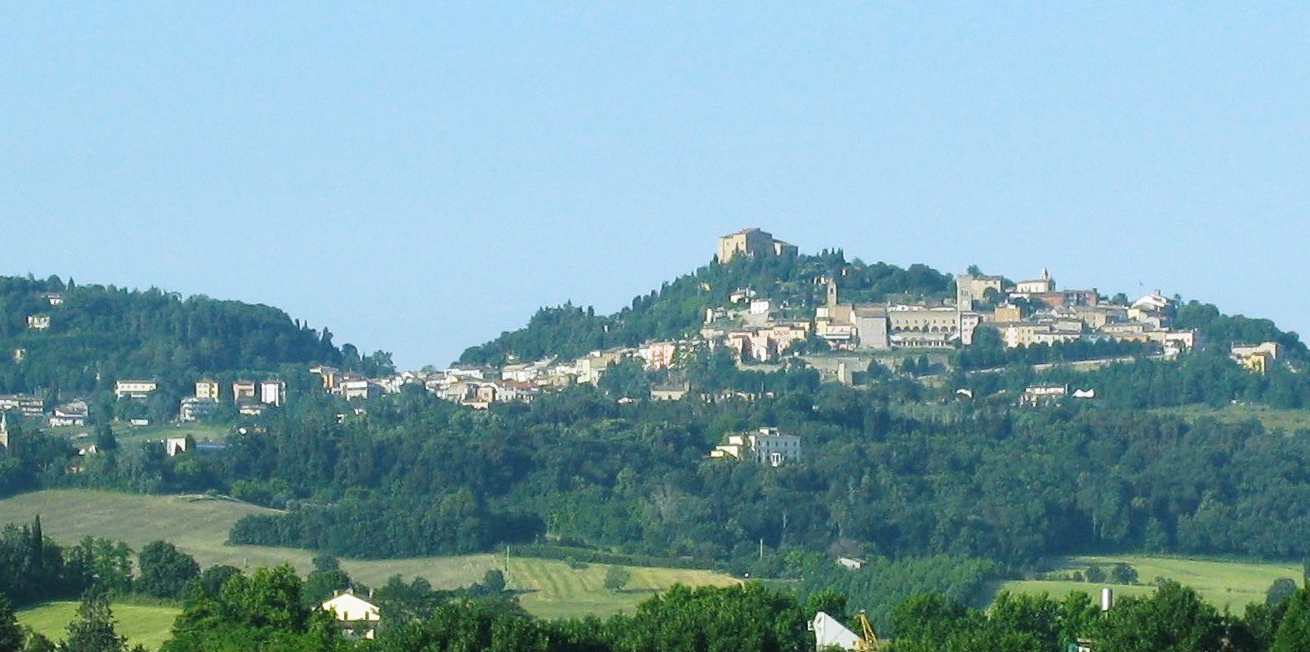
Panorama de Bertinoro

## Ouvrages
Bertinoro est reconnu comme un des meilleurs commentateurs de la Mishna. Cela est illustré par le fait que depuis leur première parution en 1569, ses commentaires de la Mishna en ont accompagné presque toutes les éditions. Et même le Hollandais Willem Surenhuis, premier traducteur de la Mishna en latin y adjoint la traduction des commentaires de Bertinoro. À vrai dire, selon la Jewish Encyclopedia, sa valeur tient surtout au fait que Bertinoro a choisi le meilleur des commentaires de Rachi et de Maïmonide et qu'il l'a présenté de façon claire et compréhensible. Toutefois, Bertinoro n'atteint pas l'originalité de ses deux prédécesseurs ni même celle de son successeur Yom-Tov Lipman Heller.
Bertinoro est aussi l'auteur d'un commentaire du commentaire du Pentateuque par Rachi, publié sous le titre « Amar Naḳi » (עֲמַר נְקֵא, Pure laine).
Ses lettres de voyage, qui ont été publiées en français par Moïse Schwab (Lettres d'Obadiah, Paris, 1866), sont aussi du plus haut intérêt. Il y décrit la vie sociale et intellectuelle des Juifs de Grèce, d'Égypte et de Palestine. Sa description des Samaritains vivant en Égypte est une des plus fidèles dont on dispose.

## Sources
- Cet article contient des extraits de l'article « Bertinoro, Obadiah (Yareh) b. Abraham » par Louis Ginzberg de la Jewish Encyclopedia de 1901–1906 dont le contenu se trouve dans le domaine public.